# 貝氏雀鯛
貝氏雀鯛（學名：Pomacentrus baenschi），是輻鰭魚綱鱸形目雀鯛科雀鯛屬的其中一種，分布於西印度洋肯亞與莫三比克之間的東非海域，包括葛摩，深度1至20公尺，體長可達10公分，棲息在沿岸珊瑚礁，以浮游生物為食，繁殖期時成對出現，雄魚會守護卵直到孵化，生活習性不明。